# Jerik (cráter)

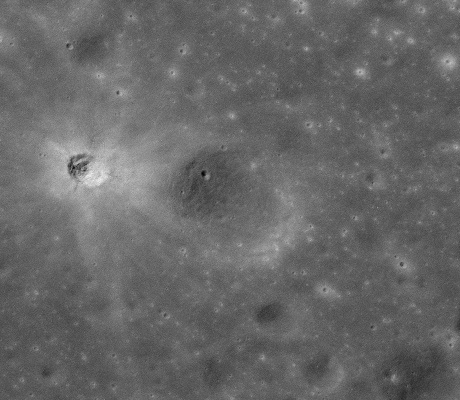
Vista oblicua desde el Apolo 17, mirando al sur

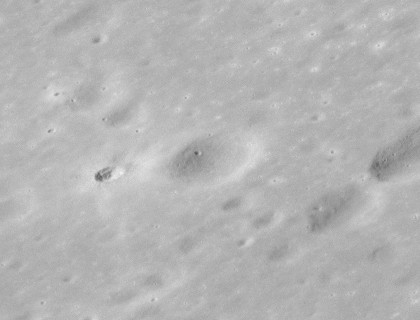
Fotografía de la misión Apolo 15

Jerik es un pequeño cráter de impacto lunar situado en la parte sureste del Mare Serenitatis. Está ubicado al noreste del pequeño cráter Dawes y al oeste de los Montes Taurus. Al este-noreste de esta posición se encuentra el punto de aterrizaje de la misión Apolo 17, en el valle Taurus-Littrow.
|  |  |

Junto a Jerik se localiza un cráter sin nombre aún más pequeño (de unos 100 m de diámetro), con un brillante sistema de marcas radiales.

## Denominación
El nombre procede de una designación originalmente no oficial, contenida en la página 42C3/S2 de la serie de planos del Lunar Topophotomap de la NASA, que fue adoptada por la UAI en 1976, al igual que las denominaciones de los cráteres cercanos Mary, Robert, Isis y Osiris.